# All Japan Judo Federation
Die All Japan Judo Federation (Japanisch: 全日本柔道連盟) ist der größte japanische Judoverband.

## Geschichte
Aufgrund von unklaren Machtstrukturen und Misstrauen gegenüber Kampfsport, wurde 1947 eine Demokratisierung des Judosports beschlossen, was am 6. Mai 1949 zur Gründung der All Japan Judo Federation führte. Am 26. Oktober desselben Jahres wurde sie Mitglied der Japan Sports Association und am 9. Dezember 1952 trat sie der International Judo Federation bei. 1956 war sie Gründungsmitglied der asiatischen Judo-Union. Am 8. Juni 1988 erhielt die AJJF ihre Rechtsfähigkeit als juristische Person und am 7. August 1989 wurde sie Mitglied des Japanischen Olympischen Komitees. 1984 zogen die All Japan Judo Federation und der Kodokan gemeinsam in das Kodokan International Judo Center.

## Struktur
Die All Japan Judo Federation ist in regionale Unterverbände unterteilt und hat parallel dazu Unterverbände für verschiedene Bereiche des Lebens wie Schule, Universität und Berufssportverbände. So gibt es beispielsweise die All Japan High School Athletic Federation oder die All Japan Business Group Judo Federation. Die Organisation besteht aus mehreren Komitees zur Gewährleistung der Qualität des Judosports. Es besteht eine enge Zusammenarbeit mit dem Kodokan. Durch ihre Mitgliedschaft im Olympischen Komitee Japans ist der Verein zuständig für die Auswahl und die Förderung japanischer Olympioniken.